# Andilly (Val-d'Oise)
Andilly è un comune francese di 2 574 abitanti situato nel dipartimento della Val-d'Oise nella regione dell'Île-de-France.

## Società

### Evoluzione demografica
Abitanti censiti

## Luoghi e monumenti d'interesse

### Monumenti storici
Andilly conta un solo monumento storico sul suo territorio.

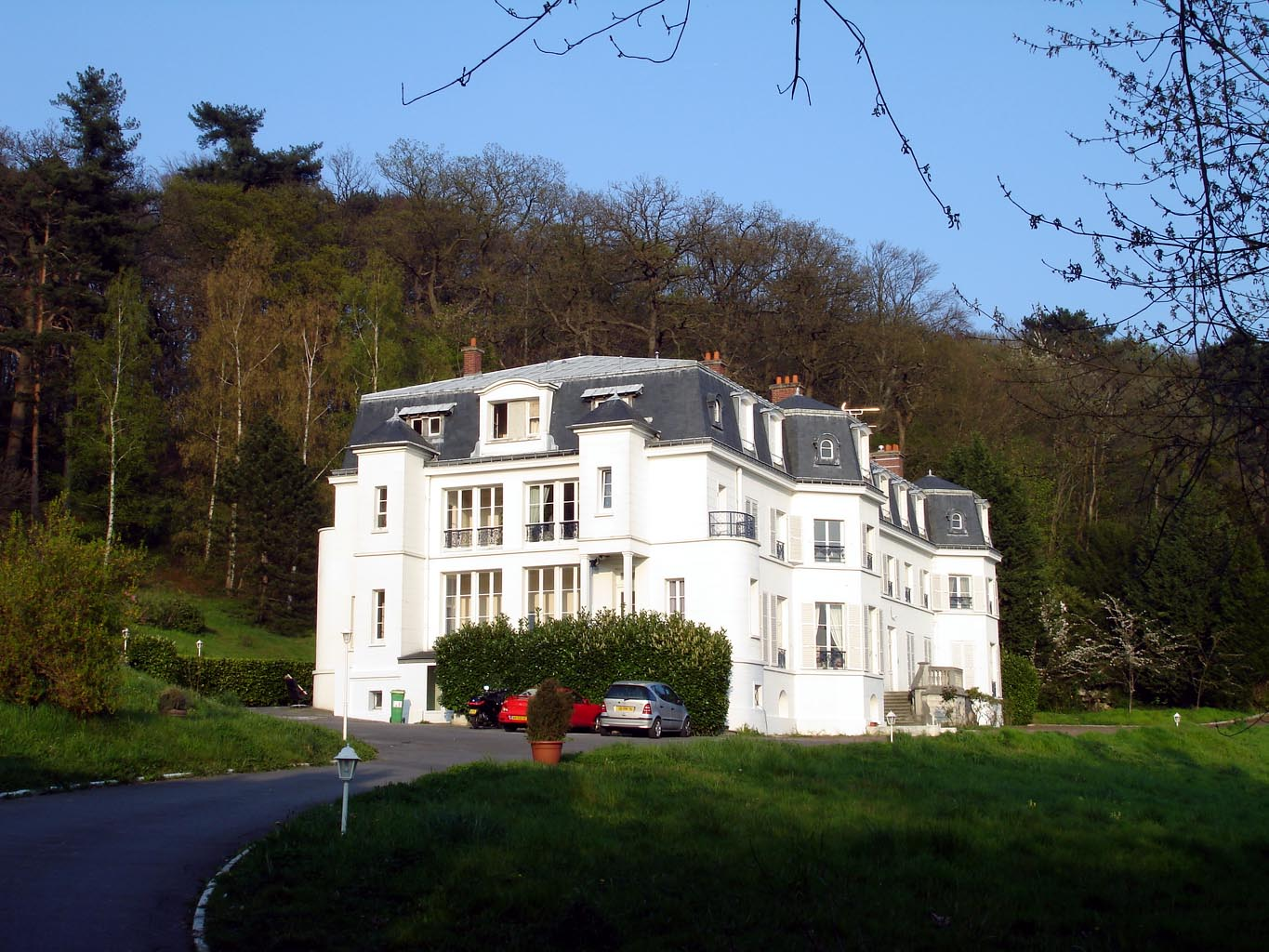
Castello di Belmonte.

- La Colombaia, 7 rue Charles-de-Gaulle (iscritta tra i monumenti storici con decreto del 25 maggio 1988[2]): essa rappresenta la sola vestigia del castello della famiglia Arnauld. Di forma cilindrica, ha una colonna centrale in pietra. La parete interna è divisa in nicchie per piccioni (o buche pontaie) in argilla. Le facciate sono prive di ornamenti, a eccezione di una doppia fila di modanature a toro nella parte alta del muro. Il tetto a torrette è coronato da un piccolo campanile[3].

### Altri elementi del patrimonio

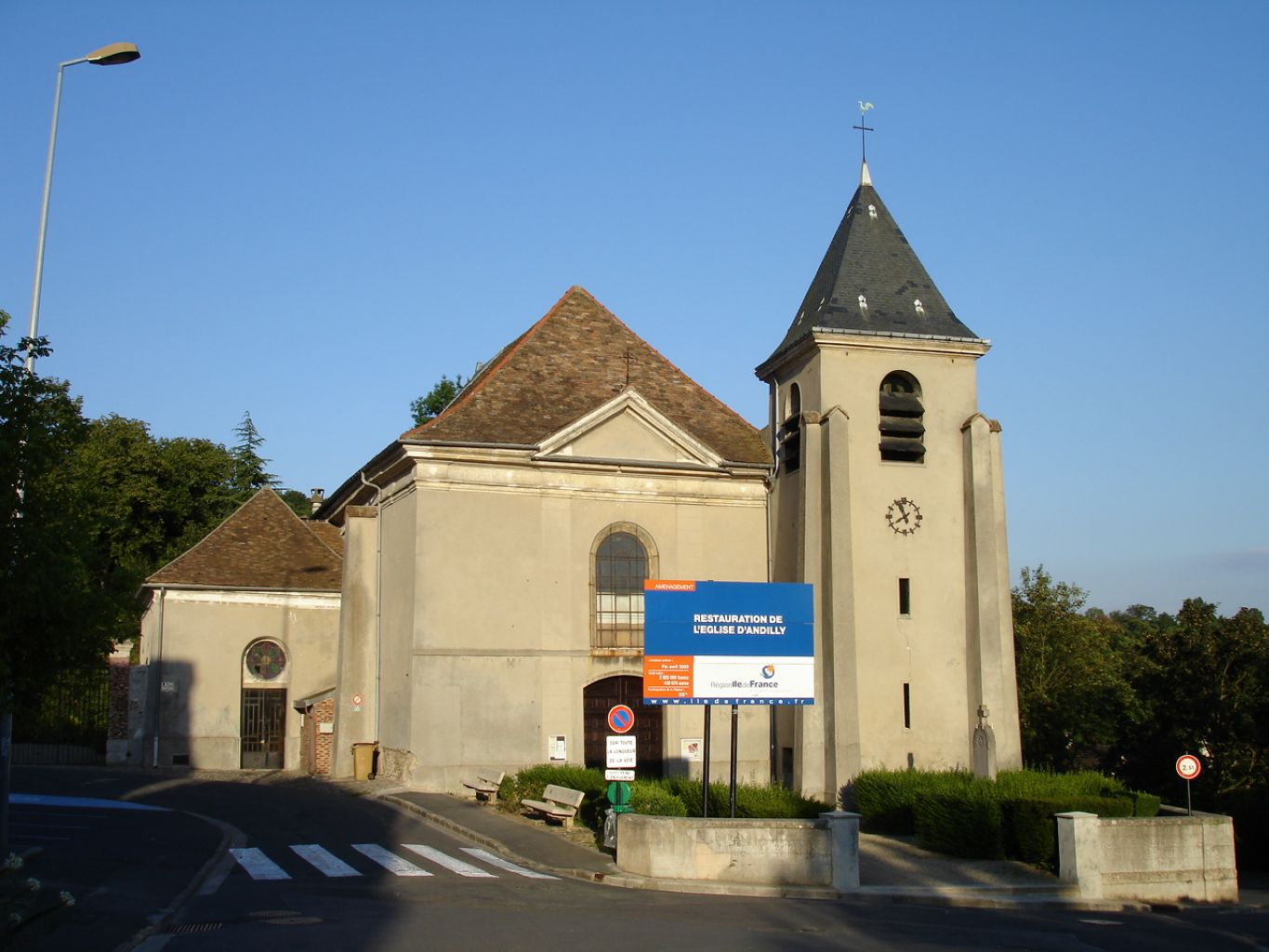
Chiesa di San Medardo.

- La chiesa di San Medardo, in piazza Finot: finanziata dal signorotto locale, essa fu costruita a partire dal 1719 al posto di un edificio anteriore del XVI secolo. Di stile classico, è coperta da un tetto a due falde, con un frontone triangolare sormontante la parte centrale della facciata occidentale. Une vano a tutto sesto "taliato" al di sopra del portale ad "ansa di paniere". La torre campanaria laterale s'innalza davanti all'angolo sud-ovest della facciata. La navata è fiancheggiata da due collaterali e termina con un coro nell'emiciclo. Un transetto, sotto forma di due cappelle laterali fronteggianti completano l'edificio. Esso ospita una Madonna col Bambino del XVII secolo. La campana in bronzo è del 1783[3][4].

- Il Castello di Belmonte, 4 rue Aristide-Briand: è stato edificato alla fine del XVI secolo e largamente rimaneggiato successivamente. Quando funse da residenza alla duchessa di Duras tra il 1817 e il 1824, François-René de Chateaubriand vi soggiornò numerose volte. Successivamente, il castello fu venduto a Talleyrand, che vi installò la sua nipote e amante, Dorotea di Curlandia. Alla fine del XIX secolo, il castello fu occupato da Jules Rostand, banchiere, sindaco di Andilly e parente di Edmond Rostand. Fu solo in seguito che fu aggiunto il piano attico.[3]. Abbandonato per più di sei anni, divenne un hôtel di lusso, poi, recentemente, è stato restaurato e trasformato in appartamenti di prestigio e infine è diventato una casa di cura.

- Il Castello del Gaz, rue Aristide-Briand: chiamato così poiché divenuto abitazione di ritiro degli impiegati del Gaz de France, fu costruito par il finanziere Rodocanachi nella seconda metà del XIX secolo. Dopo la seconda guerra mondiale, il castello ospitò per un certo tempo un orfanatrofio. Il suo stile, alternante il mattone rosso e la pietra da taglio per ornamentato è caratteristico del Secondo impero, ma il castello si distingue per i due padiglioni poligonali che lo fiancheggiano ai due angoli, uno dei quali è coperto da una cupola[3].

- Il Forte di Montlignon, a nord-est del villaggio, nel comune di Andilly: costruito tra il 1874 e il 1879 sotto la direzione del futuro maresciallo Joffre, era destinato, con i forti di Domont e di Montmorency, ad assicurare la difesa nord di Parigi, rafforzato dalla batteria di Blémur a Domont, nella foresta di Montmorency. Eugène Villetel, imprenditore a Montmorency, ottenne l'appalto della costruzione del forte. A un costo di 2439546 franchi, esso poteva ospitare una guarnigione teorica di 794 uomini[3]. Oggi è occupato dal Centro nazionale di tiro della polizia nazionale.

- «La terrasse», via della Croix-Blanche: questo terreno comunale piantato a castagni centenari offre un bellissimo panorama su Parigi e la banlieue Nord.

- Il plateau d'Andilly, una superficie di 93 ettari, costituita da antiche cave e fabbriche di laterizi, è stata progressivamente acquisita dall'Agenzia regionale degli spazi verdi dell'Île-de-France al fine d'impedirne la lottizzazione e mantenere il suo ruolo di spazio naturale.